# 宮川泰夫
宮川 泰夫（みやかわ やすお、1945年〈昭和20年〉4月14日 - ）は、日本のフリーアナウンサー。元NHKエグゼグティブアナウンサー。

## 経歴
太平洋戦争中に家族の疎開先の新潟県柏崎市で生まれ、終戦後に家族とともに東京都大田区へ転居した。東京都立小山台高等学校を経て、東京大学文学部を卒業後、1968年にNHKに入局。長崎放送局を皮切りに、帯広、福島、仙台の各局に所属した。
東京アナウンス室に異動後は『NHKおはようサンデー』や『NHKモーニングワイド』のキャスターを務め、1993年に『NHKのど自慢』の司会に就任する。1994年には『第45回NHK紅白歌合戦』で総合司会を担当した。『NHKのど自慢』司会在任中に海外大会が行われた影響で、やがて国際的に親しまれるアナウンサーともなった。
2005年度のスタートとともに定年を迎えたこともあり、同年3月に「愛・地球博」会場で開催された大会をもって『のど自慢』の司会を勇退。翌月からは『サンデージョッキー』の司会と『ラジオ深夜便』のアンカーを務める。定年後も嘱託職としてNHKに在籍していたが、65歳を迎えることを機に2009年いっぱいで雇用契約を終了し、以降はフリーの立場で活動している。
『NHKのど自慢』で訪れた都道府県で最も好きな県は富山県。

## 出演番組

### 長崎放送局
- FMリクエストアワー（NHK-FM） - DJ

### 福島放送局
- 福島FMリクエストアワー（NHK-FM） - DJ

### NHK放送センター（東京アナウンス室）
- ひるのプレゼント（1986年4月 - 1990年3月、総合） - 司会
- NHKスペシャル 超高齢化社会の衝撃（1990年3月23日・24日、総合） - 司会
- NHKおはようサンデー（1990年4月 - 1991年3月、総合） - キャスター
- 列島にっぽん 列島縦断3000キロ 日本の森はいま（1990年6月7日、総合）
- NHKモーニングワイド（1991年4月 - 1993年4月、総合） - キャスター
- NHKのど自慢（1993年4月 - 2005年3月、総合） - 司会
- 第45回NHK紅白歌合戦（1994年12月31日、総合） - 総合司会[4]
- NHKのど自慢予選会（2001年1月 - 2003年1月、BShi） - 司会
- お元気ですか日本列島（2003年10月 - 2006年3月、総合） - 司会（月曜）
- 土曜フォーラム・日曜フォーラム（2004年2月 - 2010年1月、教育）
- サンデージョッキー（2005年4月 - 2008年3月、ラジオ第1） - 司会
- 歌の散歩道（ - 2013年3月、ラジオ第1） - 司会（月曜）[1]
- ラジオ深夜便（2005年4月 - 2017年3月、ラジオ第1・NHK-FM） - アンカー（偶数週水曜）[5]
- 趣味悠々 森口祐子の女子プロに学べ（2006年1月 - 4月、教育） - 司会

### フリー
- るみとバネの夢おいかけて（ - 2021年3月、ぎふチャン[6]・BS12） - 聞き手[7]

## 著作
- 宮川泰夫の「のど自慢」がゆく（2000年、毎日新聞出版） ISBN 978-4620314181

## 連載
- 宮川泰夫の“のど自慢が行く”（毎日新聞の夕刊にて連載）

## 関連人物

### その他
- 草野仁 - 大学・NHKの1年先輩。
- 島津有理子 - 同郷かつ大学・NHKの後輩。
- 金子仁洋 - 元警察官僚。同郷かつ高校・大学の先輩。